# Loveč (Mladějov)
Loveč je malá vesnice, část obce Mladějov v okrese Jičín. Nachází se asi 700 m jihovýchodně od středu Mladějova. Vsí prochází červeně značená turistická trasa z Mladějova přes zříceninu hradu Pařez do Prachovských skal. K Lovči náleží malá osada Vydalov, která čítá pět popisných čísel (Loveč čp. 6, 8, 11, 13 a 22) a nachází se asi 600 m jižně od středu Lovče při silnici z Mladějova do Zámostí. Ve Vydalově je také autobusová zastávka pro Loveč (Mladějov, Loveč, odbočka). Z lovečského okolí jsou doložena pomístní jména Hrádek (jihozápadně od vsi) a Na těžkých (jihovýchodně od vsi).

## Pamětihodnosti a zajímavosti
- Dvě drobné sakrální památky ve vsi a na okraji lesa východně od vsi (při červené značce)
- Lidová architektura
- Vyhlídka na Mladějovsko (kóta 328 m n. m.) a Český ráj s Troskami